# Nairobi Affair
Nairobi Affair è un film per la televisione del 1984 diretto da Marvin J. Chomsky.
È un film drammatico statunitense ambientato in Kenya con Charlton Heston, John Savage, Maud Adams e John Rhys-Davies. È incentrato sulle vicende di una guida di safari che intende fermare i bracconieri cacciatori di avorio.

## Produzione
Il film, diretto da Marvin J. Chomsky su una sceneggiatura di David Epstein, fu prodotto da Robertobert Halmi Sr. tramite la Robert Halmi Productions e girato in Kenya.

## Distribuzione
Il film fu trasmesso negli Stati Uniti il 17 ottobre 1984  sulla rete televisiva CBS.
Alcune delle uscite internazionali sono state:
- in Grecia (Nairobi)
- in Portogallo (Nairobi)
- in Brasile (Nairobi Affair)
- in Svezia (Nairobi Affair)
- in Ungheria (Nairobi ügy)
- in Finlandia (Vaarallinen tehtävä Nairobissa)